# Bezsilla László
Bezsilla László (Budapest, 1903. január 18. – 1983. július 24.) magyar entomológus. A rovarfauna kitűnő szakértője, neves lepkegyűjtő, de jelentek meg ornitológiai munkái is.

## Életpályája
Édesapja dr. Bezsilla Nándor ügyvéd, édesanyja Gergely Paula. Az Orvosi Egyetem, majd a Közgazdaságtudományi Egyetem elvégzése után dolgozott a Magyar Nemzeti Múzeum Lepke Osztályán, a Növényvédelmi Szolgálatnak, a Növényvédelmi Kutató Intézetben tudományos kutatóként, a Mezőgazdasági Múzeumban igazgatóhelyettes volt, valamint az Iskolai Szemléltető Eszközök Intézetében főosztályvezető. Főleg a lepkék tudományos rendszerezésével, gyűjtemények felállításával, gyűjtő expedíciók szervezésével, a begyűjtött rovarok preparálásával, a kártevő rovarok elleni védelemmel, a védekezés kidolgozásával foglalkozott, valamint a kutató, kísérletező munkásságáról tartott előadásokat, cikkeket írt, kiállításokat szervezett.
Bezsilla László biológiai főosztályvezetőként ment nyugdíjba az ötvenes évek közepén. Gyermekei (ifj. László, Borbála és Paula) ekkor még iskolába jártak. A kevés nyugdíj a nélkülözés éveit hozta a család számára. Visszavonulása után is dolgozott. Különböző hőhatásnak kitett lepkebábokból újabb aberrációkat tenyésztett ki. A Fővárosi Növényvédő Állomás megkeresésére – a kártevők elleni hatékonyabb védekezés kidolgozásához illetve lepkerajzások megfigyeléséhez saját kertjében fénycsapdát állított fel, feladata volt még rovarok meghatározása. A fénycsapdát 1976. október 16-án bemutatta a Magyar Televízió.

## Munkássága
Életcéljának tekintette, hogy a földkerekség legszebb és legdrágább lepkéit, rovarjait felkutassa, begyűjtse, és ezekből lepkemúzeumot rendezzen be a jövő nemzedékeinek tanítására. Pestújhelyen (ma: Budapest XV. kerülete) a József Attila utca 4. szám alatti "Pille-villa", családi házának egy része szolgált múzeumként erre a célra, ami nyitva állt iskolák, szakemberek, sőt a mindennapi gondokból kikapcsolódni vágyó egyszerű emberek előtt is, ahol a világ legnagyobb lepkéi és színpompás pillangóinak ezrei kápráztatták el a szemeket.
A teljes gyűjtemény mintegy húszezer lepkéből, ötezer bogárból és egyéb rovarból, nyolcszáz madárból és háromszáz kitömött emlősállatból állt.
A gyűjtők Bezsilla Lászlót Európa lepkekirályának nevezték el. Nemcsak gyűjtött, cserélt, hanem saját maga kísérletezett és tenyésztett ki új lepkefajtákat, pillangókat. 1933-ban új 'aberratio'-kat fedezett fel, többek között a Deilephila Euphorbiae ab Pestújhelyiensis Bezsilla L.-t, amit szülőfalujáról és otthonáról, Pestújhelyről nevezett el. Akkori felfedezéseiről előadást tartott a Magyar Rovartani Társaságnak a Természettudományi Múzeumban, valamint a Magyar Tudományos Akadémián, ahol ezeket az új példányokat be is mutatta. Az új lepkeváltozatokról írt cikkét a Folia Entomologica Hungarica című tudományos folyóirat közölte.
Sok gyűjteményt ajándékozott - kitömött madarakat, lepkéket berendezett dobozokban; pestújhelyi iskoláknak; kertészeti iskoláknak; Nemzeti Múzeumnak egzotikus ritkaságokat és a felfedezett aberrációkból egy-egy példányt; Növényvédelmi Kutató Intézetnek; vidéki múzeumoknak és a Börzsönyi Múzeumnak.

### Fellelhető cikkei
- A gyűrűspille hernyója mogyoróbokron (Növényvédelem évkönyve I. kötet, 1941.)
- A fecskesirály első előfordulása Magyarországon (Aquila XLVI II. kötet, 1941.)
- Új lepke aberrációk Budapest környékéről (Folia Entomologica Hungarica II. évf., 1943.)
- A gyászpillangó formaköre és új mesterséges változata (Növényvédelem II. évf., 1951.)
- Acidumphosphomolibdenicum hatása élő lepkebábokra (Növényvédelem évkönyve 1951.)
- A gyapotbagolypille Magyarországon (Agrártudomány 1951.)
- A gyapotbagolypille megjelenése Magyarországon (Növényvédelem 1951.)
- Új gyorsított eljárás rovarlárvák élethű száraz tartósítására (Növényvédelem 1952.)
- Az Élet és Tudományban számtalan cikke jelent meg (1946-54.)
- A folyondár szender, mint gyapotkártevő (Növényvédelem 1950.)
- Új ciános rovarölő üveg (Növényvédelem 1950. II. évf. 3. szám)
- Útmutató a rovarok gyűjtésére, preparálására, tudományos és kiállítási gyűjtemények  felállítására és megóvására (Növényvédelem 1951.)
- Az Arcthia Caja L. tömeges megjelenése Magyarországon az 1952-es évben (Növényvédelem 1952.)
- Gabonafélék, borsó, lencse, bab, napraforgó és gyapot magvainak rovarkártevői (Növényvédelem 1952.)
- Új módszer a zsizsikbogarak elleni gázos fertőtlenítés hatásosságának ellenőrzésére (Növényvédelem 1952.)
- Fenolgyanták alkalmazása rovarok ragasztásánál és preparálásánál (Növényvédelem 1952.)
- Új módszer rovarlárvák tartósítására – nedves preparátum (Növényvédelem 1952.)
- Arctia Caja L. kísérleteim eredménye 1952-es évben (Növényvédelem 1952.)
- Új jövevény Magyarországon, Celerio Livornica esp. Szokatlan nagytömegű megjelenése Magyarországon (Növényvédelem 1952.)
- Mezei pocok irtásának új módszere (Növényvédelem 1952.)
- Hozzászólás a növényvédelmi oktatáshoz (Növényvédelem 1952.)
- Magyarországon előforduló fontosabb kártevő állatok (Növényvédelem 1953.)

### Díjai, elismerései
- Természettudományi Társulat díszoklevele (1942),
- Természettudományi Társulat rendes tagja oklevél (1944),
- Magyar Madártani Intézet díszoklevele (1942),
- Miniszteri elismerés (1948),
- Újító Bizottság Elismerései (1950, 1951, 1953, 1954, 1956).